# Oterleek

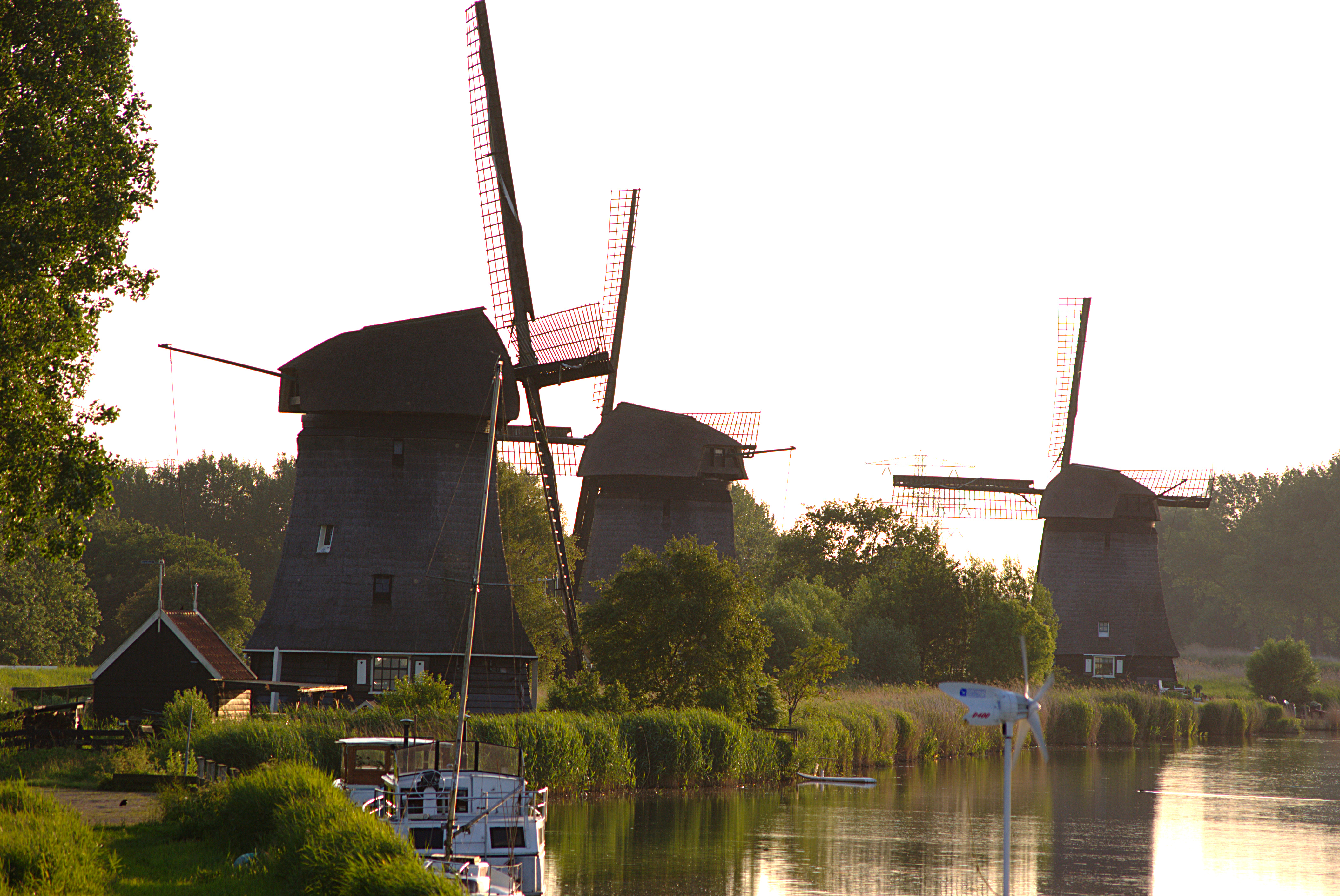
Oterleek: Gli Strijkmolens

Oterleek è un villaggio (dorp) di circa 600-650 abitanti del nord-ovest dei Paesi Bassi, facente parte della  provincia dell'Olanda Settentrionale (Noord-Holland) e situato nella regione della Frisia Occidentale. Dal punto di vista amministrativo, si tratta di un ex-comune, dal 1970 accorpato alla municipalità di Schermer, comune a sua volta accorpato nel 2015 alla municipalità di Alkmaar.

## Geografia fisica
Oterleek si trova ad est di Alkmaar e a sud-ovest di Obdam, tra le località di Heerhugowaard e Stompetoren (rispettivamente a sud della prima e a nord della seconda).
Il villaggio occupa un'area di 10,05 kmq, di cui 0,19 kmq sono costituiti da acqua.

## Origini del nome
Il toponimo Osterleek è composto dai termini otter, che significa "lontra", e leek, con cui si indica un corso d'acqua.

## Storia

### Dalle origini ai giorni nostri
Tra il 1091 e il 1121 venne eretta una cappella religiosa in loco, che veniva indicata come una dipendenza dell'abbazia di Egmond. Nel 1338, il villaggio era abitato da una sessantina di persone.
In seguito, tra il XIV e il XV secolo, Oterleek entrò a far parte, assieme ai villaggi di Koedijk, Oudorp e Sint Pancraas del territorio di Alkmaar.
Nel corso del XVII secolo, venne eretta a Oterleek una chiesa in legno, che è stata demolita nel 1922.

### Simboli
Lo stemma di Oterleek deriva da quello di Egmond e si compone da tre figure ad angolo di colore rosso su sfondo giallo.

## Monumenti e luoghi d'interesse

### Architetture religiose

#### Hervormde Kerk
Principale edificio religioso di Oterleek è la Hervormde Kerk ("chiesa protestante"), una chiesa  situata lungo la Dorpsstraat ed eretta nel 1925 su progetto dell'architetto J. Molenaar.

### Architetture civili

#### Strijkmolens
A Oterleek si trovano tre mulini a vento noti come "Strijkmolens".
Risale agli inizi del XVIII secolo il mulino noto come "Strijkmolen K". Risale invece al 1864 lo Strijkmolen I, realizzato al posto di un mulino distrutto da un incendio l'anno precedente.

#### Mulino "De Otter"
Altro mulino a vento di Oterleek è il mulino "De Otter", un mulino a vento situato lungo la Noordschermerdijk  e risalente al 1900.

## Società

### Evoluzione demografica
Al censimento del 2024, Oterleek contava una popolazione pari a 610 unità, in maggioranza (320) di sesso femminile.
La popolazione al di sotto dei 16 anni era pari a 75 unità, mentre la popolazione dai 65 anni in su era pari a 160 unità.
La località conobbe un progressivo incremento demografico tra il 2016 e il 2019, quando la popolazione passò da 620 a 640 unità, prima di scendere lievemente negli anni immediatamente successivi.